# Anzi (Basilikata)
Anzi ist eine süditalienische Gemeinde (comune) mit 1504 Einwohnern (Stand 31. Dezember 2023) in der Provinz Potenza in der Basilikata. Die Gemeinde liegt etwa 16,5 Kilometer südöstlich von Potenza. Im Nordosten liegt der Lago di Ponte Fontanelle.

## Geschichte
Das heutige Anzi war im römischen Altertum als Antium bzw. Ansia (auch Anxia) bekannt.

## Sehenswürdigkeiten
Die große Krippe von Anzi von 1994 gilt als viertgrößte Krippeninstallation Europas. Das Planetario Osservatorio Astronomico di Anzi umfasst eine Sternwarte und ein Planetarium, das Besuchern und Amateurastronomen offen steht.

## Gemeindepartnerschaft
Anzi unterhält eine inneritalienische Partnerschaft mit der Gemeinde Ripacandida in der Provinz Potenza.

## Persönlichkeiten
- Anthony J. Celebrezze (1910–1998), US-amerikanischer Gesundheitsminister

## Verkehr
Durch die Gemeinde führt die Strada Statale 92 dell'Appennino Meridionale von Potenza nach Villapiana.